# La Vallée (Charente-Maritime)
La Vallée é uma comuna francesa na região administrativa da Nova Aquitânia, no departamento de Charente-Maritime. Estende-se por uma área de 16,37 km². Em 2010 a comuna tinha 685 habitantes (densidade: 41,8 hab./km²).